# Apate cephalotes
Apate cephalotes är en skalbaggsart som först beskrevs av Olivier 1790.  Apate cephalotes ingår i släktet Apate och familjen kapuschongbaggar. Inga underarter finns listade i Catalogue of Life.